# Allodessus oliveri
Allodessus oliveri är en skalbaggsart som först beskrevs av Ron Garth Ordish 1966.  Allodessus oliveri ingår i släktet Allodessus och familjen dykare. Inga underarter finns listade i Catalogue of Life.